# Kanton Duinkerke-2
Kanton Duinkerke-2 (Frans: Canton de Dunkerque-2) is een kanton van het Franse Noorderdepartement. Het kanton maakt deel uit van het arrondissement Duinkerke. In 2015 is dit kanton nieuw gevormd uit delen van de voormalige kantons: Het kanton Duinkerke-Oost en het kanton Hondschote.

## Gemeenten
Het kanton Duinkerke-2 omvat de volgende gemeenten:
- Bray-Dunes
- Duinkerke (gedeeltelijk), met name drie wijken van de gemeente Duinkerke: Malo-les-Bains, Rozendaal en Les Glacis alsmede drie stadswijken van Duinkerke-Centrum.
- Gijvelde (officieel: Ghyvelde)
- Leffrinkhoeke (officieel: Leffrinckoucke)
- Zuidkote (officieel: Zuydcoote)